# Kabinett Crispi I
Das Kabinett Crispi I regierte das Königreich Italien vom 29. Juli 1887 bis zum 9. März 1889. Es folgte dem Kabinett Depretis VIII und wurde von Ministerpräsident Francesco Crispi angeführt.

## Regierungsbildung
Das 26. Kabinett des Königreiches war ein Jahr, sieben Monate und acht Tage im Amt. Nach dem Tod des Amtsvorgängers Agostino Depretis wurde der ebenfalls der Historischen Linken (italienisch Sinistra storica) angehörende Crispi, unter Depretis noch Innenminister, mit der Bildung einer Regierung betraut. Der Sizilianer Crispi war nach Ausrufung des Königreiches Italien 1861 der erste aus Süditalien stammende Ministerpräsident. Neben dem Amt des Präsidenten des Ministerrates führte Crispi das Innenministerium weiter und war zudem Außenminister. Unter Crispi wurde 1888 erstmals das Amt des Unterstaatssekretärs eingerichtet, so dass es in jedem Ministerium neben einem Minister auch einen Unterstaatssekretär gab. Crispi reichte am 28. Februar 1889 seinen Rücktritt ein, da das Parlament seinem Finanzkurs seine Zustimmung verweigert hatte. Er rechtfertigte seinen Rücktritt damit, dass das Parlament nicht den Interessen des Staates im Wege stehen dürfe. Aufgrund seiner geringschätzigen Einstellung gegenüber dem Parlament, wurde sein Regierungsstil auch als antiparlamentarisch bezeichnet. Nachdem mehrere Kandidaten für das Amt des Ministerpräsidenten dem König eine Absage erteilten, beauftragte Umberto I. erneut Crispi mit der Regierungsbildung, aus dem das Kabinett Crispi II hervorging.

## Minister

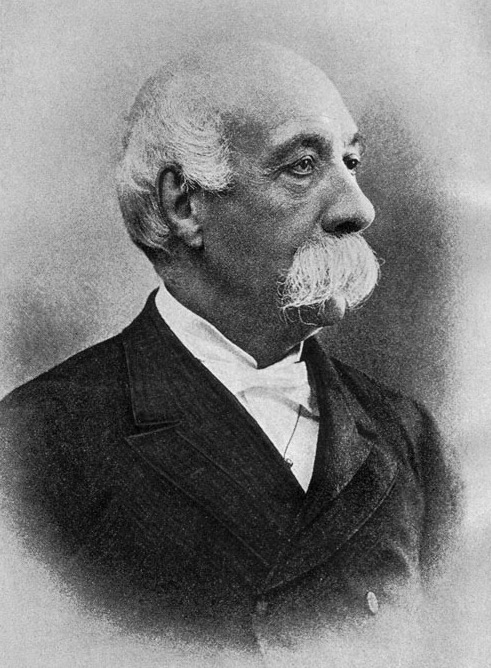
Francesco Crispi

| Ministerien                          | Name                                                                                                   |
| ------------------------------------ | --- |
| Ministerpräsident                    | Francesco Crispi                                                                                       |
| Äußeres                              | Francesco Crispi                                                                                       |
| Inneres                              | Francesco Crispi                                                                                       |
| Justiz und Kirchenangelegenheiten    | Giuseppe Zanardelli                                                                                    |
| Krieg                                | Ettore Bertolè Viale                                                                                   |
| Marine                               | Benedetto Brin                                                                                         |
| Finanzen                             | Agostino Magliani (bis 28. Dezember 1888) Bernardino Grimaldi (ab 29. Dezember 1888)                   |
| Schatz                               | Agostino Magliani (geschäftsführend) (bis 28. Dezember 1888) Costantino Perazzi (ab 29. Dezember 1888) |
| Öffentliche Arbeiten                 | Giuseppe Sarocco                                                                                       |
| Bildung                              | Michele Coppino (bis 16. Februar 1888) Paolo Boselli (ab 17. Februar 1888)                             |
| Landwirtschaft, Industrie und Handel | Bernardino Grimaldi (bis 28. Dezember 1888) Luigi Miceli (ab 29. Dezember 1888)                        |